# Chinnapur (S.K.), Hungund
Chinnapur (S.K.) là một làng thuộc tehsil Hungund, huyện Bagalkot, bang Karnataka, Ấn Độ.